# Madame Rouge
Madame Rouge è una super criminale immaginaria che appare nei fumetti DC Comics. Il personaggio appare per la prima volta in Doom Patrol n. 86 e fu creata da Arnold Drake.

## Biografia del personaggio
Laura De Mille è originariamente un'attrice teatrale. Dopo un incidente automobilistico, sviluppa un disturbo dissociativo dell'identità. A questo punto, attira l'attenzione di Brain e del suo socio Monsieur Mallah. Con l'aiuto di Mallah, Brain esegue un intervento chirurgico su De Mille, che rappresenta un successo dal suo punto di vista, sublimando la sua parte buona e facendo in modo che la sua parte malvagia rimanga dominante. In qualità di Madame Rouge, De Mille diviene l'unico membro femminile della Confraternita del Male, e aiuta la Confraternita nei suoi continui conflitti contro la Doom Patrol. Inizialmente, Madame Rouge è semplicemente una maestra del travestimento; successivamente all'operazione di Brain, ottiene l'abilità di alterare il suo aspetto e allungare i suoi arti.
Più avanti, la doppia personalità di Rouge si manifesta nuovamente, in quanto la sua parte buona risorge di tanto in tanto. Rouge è legata romanticamente al leader della Doom Patrol, Niles Caulder (Chief), il quale è in grado di far riaffiorare la parte buona di Rouge e renderla un'alleata della Doom Patrol.
Alla fine, la mente di Rouge ritorna alla sua parte malvagia, causando una vendetta sia contro la Confraternita del Male che contro la Doom Patrol per essersi immischiata in passato. Riesce, apparentemente, a sterminare entrambi i gruppi. Anni dopo, Robotman e i Teen Titans la rintracciano insieme al suo alleato, il Generale Zahl. Changeling uccide Rouge, anche se al momento della sua morte sembra riaffiorare in lei la parte buona: perdona Changeling e chiama Niles il suo vero amore.
Anche la figlia di Madame Rouge, Gemini, è una mutaforma, e compare anni dopo in cerca di vendetta contro Changeling.
Nel 2004, lo scrittore John Byrne ricomincia la serie dedicata alla Doom Patrol e dichiara che la storia creata da Arnold Drake non è corretta. Nella sua versione, Madame Rouge è uno zombie convocato da Fratello Sangue per impedire che i Titans liberino Kid Eternity in Teen Titans n. 31 (2006). Da allora, il reboot di Byrne sul franchise della Doom Patrol viene considerato come un continuo glitch creato da Superboy-Prime. Per tanto, Madame Rouge è ancora morta e la sua storia rimane invariata. Tuttavia, sua figlia Gemini assume l'identità segreta di sua madre divenendo membro della nuova Confraternita del Male.
In La notte più profonda, Madame Rouge viene identificata come una delle persone decedute sepolte sotto la Sala della Giustizia. Il suo cadavere viene resuscitato come Lanterna Nera durante l'evento.

## Poteri e abilità
Originariamente, Madame Rouge è una maestra del travestimento. Più avanti, Brain le conferisce l'abilità di allungare ogni parte del suo corpo a lunghezze straordinarie e può alterare le sue fattezze, diventando chiunque.
Nella serie animata Teen Titans, Rouge conserva le sue abilità di travestimento e di allungamento, ma i suoi poteri sono amplificati. Può riformare il suo corpo, riparare ogni danno che abbia visto, può "scivolare" attraverso le recinzioni, come al T-1000 di Terminator, alterare i suoi colori e ha ancora forza a sufficienza per lanciare le persone come fossero bambole o distruggere muri di mattoni con i suoi arti allungati. Può imitare le voci e usare il suo corpo per circondare e soffocare i suoi nemici. Può essere ferita dal fuoco o dal freddo e fa fatica a mantenere i suoi travestimenti ad alte temperature, ma sembra in grado di riparare i danni semplicemente trasformandosi in una forma intatta.
Nella serie animata, può estendere gli arti a grandi lunghezze per attacchi a sorpresa, come intrappolare un nemico tra le sue braccia e può raggiungere velocità tali da permetterle di colpire Kid Flash.

## In altri media

### Televisione
- Madame Rouge compare come antagonista secondaria nella quinta stagione della serie animata Teen Titans. Il suo accento non è francese, ma dell'Europa dell'Est o slavo, e il suo costume è rosso invece che blu, in linea con il suo nome ("rouge" in francese significa "rosso"). Come per i membri più potenti del nucleo più stretto della Confraternita del Male, Brain vede Rouge come uno dei suoi più validi agenti e la invia a eliminare Wildebeest, Hotspot, Kid Flash e Robin, ognuno dei quali viene sconfitto da lei personalmente, in un modo o nell'altro. Tuttavia, si mostra particolarmente vulnerabile ai poteri di sfortuna di Jinx che la porta alla sconfitta.
In modo molto saggio, Rouge è mostrata come una combattente fredda, brutale e senza scrupoli, piuttosto arrogante e quasi sadica, traendo piacere dalla tortura fisica ed emotiva di chiunque consideri un "bambino". Inizialmente, non pensa molto a Jinx, ma quando la sottomette e la umilia, gli altri cinque membri della H.I.V.E. e la loro base credono che siano amanti. Tuttavia, quando Jinx passa all'attacco, la ferocia dei suoi poteri la colpisce, e afferma che sarebbero "entrate in contatto". Insieme al resto della Confraternita, viene trasformata in una scultura di ghiaccio alla fine di "Titans insieme" da Jinx, Hotspot e Wildebeest, ognuno dei quali combatté contro di lei.
- Il cortometraggio The Spy Within the Doom Patrol della serie animata DC Nation, vede Madame Rouge interpretata da Debra Wilson. Si infiltra nella squadra di supereroi mascherandosi da Capo. Scoperta da Negative Man, attacca la Doom Patrol e riesce a metterli in difficoltà.
- Madame Rouge appare nella seconda parte del venticinquesimo episodio della quarta stagione Tutti contro Madame Rouge (Beast Girl) della serie animata Teen Titans Go!. Come nella serie del 2003, parla con accento dell'est Europa e il suo piano è rimpiazzare la fornitura mondiale di pizza con pierogi e borscht. Dopo aver catturato il gruppo principale dei Teen Titans viene sconfitta dai doppelgänger di sesso opposto degli eroi.
- Nella terza stagione della serie HBO Doom Patrol Madame Rouge è interpretata dall'attrice Michelle Gomez.

### Fumetti
- Madame Rouge compare per la prima volta in un flashback nel n. 28 della serie a fumetti Teen Titans Go!, e in una piena comparsa nel n. 46.